# Pilanesberg
Le Pilanesberg (anciennement connu sous le nom Pilandsberg) est une montagne de la province du Nord-Ouest, en Afrique du Sud. Il s'agit d'une ancienne structure volcanique, de forme circulaire, qui culmine à 1 686 mètres d'altitude mais ne s'élève que de 700 mètres par rapport au plateau alentour. Le Pilanesberg est formé de trois crêtes disposées en cercles concentriques d'un diamètre maximal de 27 km. La montagne est située à 56 km au nord de Rustenburg et à environ 100 km au nord-ouest de Pretoria. C'est sur ce territoire que s'étend la réserve de chasse du Pilanesberg.

## Toponymie
Le nom du Pilanesberg viendrait d'un chef Tswana appelé Pilane ce qui signifierait « beau » ou « Eland » en référence à la rivière Eland qui passe au sud de la région.

## Géographie

### Géologie
Le Pilanesberg s'inscrit dans une zone géologique connue sous le nom d'ensemble circulaire alcalin du Pilanesberg (en anglais : Pilanesberg Alkaline Ring Complex) d'une superficie de 530 km2. Il s'agit d'un dyke annulaire issu d'un volcan éteint dont la dernière éruption remonte à environ 1 300 millions d'années. L'activité volcanique est à l'origine de la formation de différents types de syénites recouverts de roches volcaniques comme les trachytes.